# 密钥延期
密钥延期是电影版权方通过延长电子密钥的有效期，来延长影片上映时间的一种手段。

## 密钥机制
院线在電影公映前可以获得加密的数位拷贝文件，该文件的版权受到密钥保护。只有在公映时获得密钥，才可实现正常放映，从而避免了片源提前泄露被盗版的可能性。密钥不仅可以用于文件解码，其本身还包含了档期訊息，自带时间属性，可控制電影在影院的上映时间。中国发行放映协会技术分会副会长马秉超将密钥解释为：“一部电影在一台放映机上放映时所对应的‘钥匙’，并且必须是一一对应无误，这是保证电影安全的必需要素。”每个影厅的服务器，都需要各自匹配的密钥，才能顺利放映。
在中国大陆，密钥由专门的单位制作，制作密钥只授权两家，一是国家新闻出版广电总局数字节目管理中心，另一个是中影股份数字电影发行（院线）公司。在电影上映前，中影股份数字电影发行（院线）公司会将密钥公布于官网的下载区，供电影院下载。一般而言，密钥的有效期为1个月，具体到每部影片，都会有所不同。
密钥是否延期、延期多久，由片方或发行方自行决定。延期需要征得国家新闻出版广电总局的同意，此外因为需要制作一批新的密钥，还需向上述两家单位缴纳额外的延期费用（一般称作服务费），每部影片的费用并不一样。
密钥延期的電影可以晚于同档期電影下线，对于院线电影来说，上映时间越长，通常也意味着更高的票房。但延期放映的票房能否成功取决于很多因素，包括電影的热度、口碑，以及延期后的档期有没有强大的竞争对手。